# François Francœur
François Francœur (Parigi, 21 settembre 1698 – Parigi, 5 agosto 1787) è stato un compositore, direttore d'orchestra e violinista francese.

## Biografia
Ricevette la formazione musicale dal padre Joseph, detto Francœur père (circa 1662-1741), suonatore di basse de violon, componente dal 1706 dei Vingt-quatre Violons du Roi.
Fu violinista all'Académie royale de musique e a partire dagli anni '30 e fino alla morte, partecipò frequentemente insieme al fratello Louis Francœur ai concerti che si tenevano nelle residenze reali: ad esempio, solo nel 1739 suonò in ben 80 di queste esecuzioni. Allevò suo nipote Louis Joseph Francœur dopo la morte del fratello nel 1745.
Fu direttore d'orchestra, ispettore dell'Opéra national de Paris, e poi direttore dello stesso teatro, che diresse con François Rebel, dovendo superare una serie di imbarazzi: deficit, indisciplina della troupe, Querelle des Bouffons, il tutto culminato nella distruzione dell'edificio in un incendio, il 6 aprile 1763.
Compose Sonate per violino (1715-1720) che ancora oggi si ricordano e, in collaborazione con François Rebel, numerosi lavori teatrali, tra i quali fu lodato soprattutto il Pyrame et Thisbé (1726).
Ci lasciò anche un libro di sonate per violino e un libro di sinfonie.

## Opere
- Premier Livre de sonates à violon seul et basse continue (1720);
- Deuxième Livre de sonates à violon seul et basse continue (1730);
- Pavane, Pastourelle, Allemande-Sarabande et Rondeau, Aria (17..);
- Pyrame et Thisbé, tragedia lirica, su libretto di Jean-Louis-Ignace de la Serre, composta con François Rebel (1726);
- Tarsis et Zélie, tragedia lirica in 5 atti, su libretto di Jean-Louis-Ignace de la Serre, composta con François Rebel (1728);
- Pastorale héroique de la fête des ambassadeurs plénipotentiaires d'Espagne à l'occasion de la naissance de Monseigneur le Dauphin, opera-balletto in un atto composta con François Rebel (1730)
- Scanderberg, tragedia lirica, su libretto di Antoine-Houdar de La Motte, Jean-Louis Ignace de la Serre, composta con François Rebel (1735);
- Le Ballet de la paix, su libretto di Pierre-Charles Roy, composta con François Rebel (1738).
- Les Augustales, intrattenimento, su libretto di Pierre-Charles Roy, composta con François Rebel (1744);
- Zélindor, roi des Silphes, intrattenimento, su libretto di François-Augustin Paradis de Moncrif, composta con François Rebel (1745);
- Le Trophée, intrattenimento, in occasione della vittoria di Fontenoy, composta con François Rebel (1745);
- Le retour du Roi, idillio, su libretto di Pierre-Charles Roy, composta con François Rebel (1745);
- La Félicité, balletto eroico, su libretto di Pierre-Charles Roy, composto con François Rebel (1746);
- Ismène, pastorale eroica, su libretto di François-Augustin Paradis de Moncrif, composta con avec François Rebel (1747);
- Le Prince de Noisy, balletto eroico in 3 atti, composto con François Rebel, libretto di Charles-Antoine Leclerc de La Bruère (1749);
- Laudate pueri Dominum, mottetto per solisti, coro e orchestra (1750);
- Les Génies tutélaires, intrattenimento, composto in occasione della nascita del duca di Borgogna, composto con François Rebel (1751);
- Symphonies pour le Festin Royal du Comte d'Artois (1773).